# David Cuartero Sánchez
David Cuartero Sánchez (Torrevieja, 10. rujna 1985.) je španjolski rukometaš. Igra na mjestu krila. Španjolski je reprezentativac. Trenutačno igra za španjolski klub Torrevieja. 
Bio je u užem izboru španjolskih igrača za europsko prvenstvo 2010.

## Vanjske poveznice
- Profil na bmtorrevieja.com  Arhivirana inačica izvorne stranice od 12. prosinca 2010. (Wayback Machine)